# Јерменија на Светском првенству у атлетици у дворани 2018.
Јерменија је учествовала на 17. Светском првенству у атлетици у дворани 2018. одржаном у Бирмингему од 1. до 4. марта четрнаести пут. Репрезентацију Јерменије представљао је 1 атлетичар, који се такмичио у трци 400 метара.,
На овом првенству такмичар Јерменије није освојила ниједну медаљу али је оборио лични рекорд.

## Учесници
Мушкарци:
- Narek Ghukasyan — 400 м

## Резултати

### Мушкарци
| Атлетичар       | Дисциплина | Лични рекорд | Квалификација | Квалификација | Полуфинале           | Полуфинале           | Финале               | Финале       | Детаљи |
| Атлетичар       | Дисциплина | Лични рекорд | Резултат      | Место         | Резултат             | Место                | Резултат             | Место        | Детаљи |
| --------------- | ---------- | ------------ | ------------- | ------------- | -------------------- | -------------------- | -------------------- | ------------ | ------ |
| Narek Ghukasyan | 400 м      | 51,83        | 51,02 ЛР      | 6. у гр. 6    | Није се квалификовао | Није се квалификовао | Није се квалификовао | 25 / 25 (32) |        |